# Megadenia pygmaea
Megadenia es un género monotípico de plantas fanerógamas perteneciente a la familia Brassicaceae. Su única especie: Megadenia pygmaea, es originaria de Rusia oriental.

## Descripción
Tiene un tallo que alcanza un tamaño de hasta 2-3 cm de altura, sin pubescencia, con rizoma rastrero. Las láminas de las hojas son redondas o en forma de riñón,de 2-3 cm de longitud y el mismo ancho. Las flores son de 2-3 mm de diámetro, con blancos pétalos. Las semillas 1-1.2 mm de largo, oval, marrón, brillante.

## Distribución y estado de conservación
Es endémica en el sur del Krai de Primorie, donde se encuentra sólo en una ubicación. Crece en la piedra caliza cerca de las entradas a las cuevas.

## Taxonomía
Megadenia pygmaea fue descrita por Carl Johann Maximowicz y publicado en Flora Tangutica 76–77, pl. 21, f. 22–32. 1889.
Sinonimia
- Megadenia bardunovii Popov
- Megadenia speluncarum Vorob., Vorosch. & Gorovij[2]